# حادثه پل مارکو پولو
حادثه پل مارکو پولو یا رُوکُوکیو جیکِن (به ژاپنی: 盧溝橋事件 Rokōkyō Jiken) درگیری کوچکی بود که در هفتم ماه ژوئیه در حوالی پل مارکو پولو در حومهٔ پکن و بین نیروی زمینی امپراتوری ژاپن و جمهوری چین (۱۹۴۹–۱۹۱۲) چین رخ داد.

## آغاز حادثه
در شب هفتم ژوئیه در حالیکه چند تن از نظامیان ژاپن در حال مانور و تمرین بودند صدای چندین گلوله شنیده شد. فرماندهٔ این گروه از نظامیان گلوله را از طرف ارتش چین تشخیص داده و به مقامات بالاتر خود حملهٔ ارتش چین و گم شدن یک تن از نظامیان ژاپنی را گزارش داد. هر چند بلافاصله پس از گزارش مشخص شد که نظامی گمشده به دستشویی رفته بوده‌است، پس از شنیده شدن صدای سه گلولهٔ دیگر در ساعت ۳ و نیم صبح روز هشتم ژوئیه، دستور شروع حمله به ارتش چین صادر شد. در روز یازدهم ژوئیه با توافق بین نمایندگان دو ارتش و قبول مسئولیت حادثه از طرف ارتش چین این بحران در محل درگیری با امضای قراردادی پایان یافت. اما در  دفتر ستاد ارتش امپراتوری ژاپن  در توکیو طرفداران گسترش جنگ، اکثریت را تشکیل می‌دادند و بدون توجه به قراردادی که بسته شده بود، دستور به ادامه و گسترش جنگ را دادند. به این ترتیب وقوع این حادثه به جنگ سراسری بین ارتش ژاپن و چین تبدیل شد.